# Тиль Уленшпигель (опера)
«Тиль Уленшпигель» — опера в двух действиях русского композитора-авангардиста Николая Каретникова, написанная в период с 1965 по 1985 год на либретто, созданное композитором совместно с Павлом Лунгиным по мотивам романа Шарля де Костера «Легенда о Тиле Уленшпигеле и Ламме Гудзаке». Опера написана на трёх языках: русском, латинском и испанском.

## История создания и постановок
Николай Каретников работал над оперой «Тиль Уленшпигель» с 1965 по 1985 год. Постановку оперы планировалось осуществить на Центральном советском телевидении. Режиссёром спектакля должен был стать Анатолий Эфрос. Однако планам постановки помешала смерть Эфроса в 1987 году и проект остался неосуществлённым. Постановку оперы также планировали Большой театр в Москве и Мариинский в Санкт-Петербурге, однако эти планы также не осуществились.
Во время работы над постановкой была сделана запись фонограммы. На её основе в 1988 году была осуществлена грамзапись. В записи приняли участие певцы Борис Кудрявцев, Екатерина Мазо, Алексей Мартынов, Лина Мкртчян, Аркадий Пружанский, Алексей Мочалов, Пётр Глубокий, смешанный хор под руководством Людмилы Урман и Оркестр Госкино СССР под управлением Эмина Хачатуряна и Валерия Полянского. В 1990 году запись была издана фирмой «Мелодия», а в 1992 году запись во Франции вышла на компакт-диске.
Мировая премьера оперы состоялась в 1993 году в Билефельдском оперном театре в Германии. Спектакль был поставлен режиссёром Джоном Дью. Ещё одна постановка состоялась во Франции в городе Нанте в Théâtre Graslin в 1999 году. Спектакль был поставлен швейцарским режиссёром Дитером Хеги. Главные роли исполнили Джереми Хью-Уильямс, Даг Джонс и Кристина Фрейберг. Дирижировал спектаклем Джон Бурдекин.

## Действующие лица
| Персонажи                                                                                      | Голоса     | Исполнители на аудиозаписи 1988 года |
| ---------------------------------------------------------------------------------------------- | ---------- | ------------------------------------ |
| Тиль Уленшпигель                                                                               | баритон    | Борис Кудрявцев                      |
| Неле                                                                                           | сопрано    | Екатерина Мазо                       |
| Ламме                                                                                          | тенор      | Алексей Мартынов                     |
| Каталина, хозяйка «Радуги», Сооткин, Богоматерь, Голос жены Ламме                              | контральто | Лина Мкртчян                         |
| Императрица, Граф Горн, Филипп II, Рыбник, Третий горожанин                                    | тенор      | Аркадий Пружанский                   |
| Клаас, Принц Оранский, Филипп II, Иисус, Палач, Прокурор, Первый горожанин, Адмирал Гёзов, Кум | бас        | Алексей Мочалов                      |
| Иост, Карл V, Граф Эгмонт, Сатана, Судья, Второй горожанин, Монах на рынке                     | бас        | Пётр Глубокий                        |

## Краткое содержание
Время и место действия: Западная Европа, Фландрия, XVI век.

### Действие первое
Увертюра. Пролог. Крещение Тиля. Священник подсказывает Куму, что следует отвечать. Кума Катлина (мать Неле) встревожена рождением сына у императора Священной Римской Империи Карла V: нового тирана — будущего короля Филиппа II. В шутовской сцене выясняется, что Филипп будет жестоким гонителем еретиков. Катлина предрекает тяжёлые времена.
Шумный рынок во фламандском городе Дамме. Крики продавцов. Девочка-нищенка поёт песню про короля Ричарда. Юноша Тиль рекламирует своё предприятие — показывает горожанам их настоящее и предсказывает их будущее: бакалавру, желающему знать о себе, он показывает зад, немецкому солдату-наёмнику — баранью ногу, рыбнику-доносчику — орудие и результат его деятельности — чернильницу и виселицу, старику-молодожёну — рога. Обиженный Рыбник слышит, как Тиль оскорбляет католического монаха, и зовёт стражу. За оскорбление Святой Церкви Тиля приговаривают к изгнанию из Дамме.
На дороге Неле провожает Тиля в изгнание. Она ругает его за то, что из-за его шуток им придётся расстаться на три года. Происходит объяснение в любви. Неле отстаёт, Тиль идёт один. У дороги сидит Ламме и горюет о покинувшей его жене. Он не может объяснить Тилю почему от него сбежала жена. Путешествуя далее вдвоём, они встречают процессию богомольцев, которых вместе с их женами ведёт дядя Тиля — Иост, переодетый монахом. Иост якобы исцеляет их от мужского бессилия, заставляя драться друг с другом в память о чуде Св. Мартина. Деньги, которые он с них собирает, он отправляет принцу Оранскому для борьбы с Испанией. Во время драки богомольцев, начавшейся из за того, что Тиля толкнул Ламме, Ламме избивают. Иост отдаёт Тилю деньги, которые тот должен отнести в Гент и передать гёзам. Его должны узнать по крику петуха.
Графы Эгмонт и Горн и принц Оранский обсуждают вторжение во Фландрию войск императора Карла V. Принц Оранский настаивает на сопротивлении, Эгмонт хочет сдаться на милость и честь императора. К нему примыкает Горн.
Тиль и Ламме у ворот города Гента. Они не могут заплатить входную пошлину, так как Ламме истратил последние гроши на колбасу. Тиль его бьёт. Появляются бредущие цепочкой слепые. Тиль и Ламме пристраиваются к ним и, изображая слепых, входят в Гент.
Харчевня «Радуга» (так называемый «Веселый дом»). Сюда являются Тиль и Ламме, чтобы передать деньги Иоста гёзам. Тиль с порога кричит петухом, но те, кто должны были его встретить, отсутствуют. Хозяйка заведения — испанская шпионка — по крику петуха понимает, что перед ней гёзы. Она старается выпытать у Тиля, кто он и куда направляется. Гулящие девицы предлагают Ламме свою любовь, но он остаётся верным своей сбежавшей жене. Девицы пугают Ламме поркой и затем утаскивают, чтобы изнасиловать. Испанские шпионы арестовывают Тиля. Появляются гёзы и освобождают его. Шпионов скручивают. Тиль передаёт гёзам деньги Иоста.
Репетиция отречения императора Карла. Придворный зачитывает по бумажке, что должно будет происходить во время церемонии отречения. Карл учит Филиппа, как надо управлять государством и держать в узде подданных.
Грустный карнавал в Дамме по поводу воцарения Филиппа II. Нарочито нелепо разряженные горожане шутовски поздравляют друг друга с новым царствованием. Появляются отец Тиля Клаас и Неле. Она ищет Тиля, срывая маски с уже известных горожан — бакалавра, солдата-наёмника и старика-молодожёна. Ей кажется, что она увидела Тиля, и она убегает. Иост находит среди горожан своего брата Клааса. Он сообщает Клаасу, что за ним охотится Инквизиция, и отдаёт ему своё единственное сокровище — библию на фламандском языке. Подслушивающий рыбник решает, что речь идёт о деньгах и зовет стражников. Клаас преграждает стражникам дорогу, и Иост успевает скрыться. Стражники хватают Клааса.
Аутодафе. Площадь в Дамме. За библию на фламандском языке и за укрывательство еретика Клааса приговаривают к сожжению. Появляется Тиль. Чтобы он не вмешался в события и не погиб, родные связывают его. Клааса сжигают. Тиля и его мать Сооткин арестовывают.
Пыточная камера. Палач и судья пытают Тиля и Сооткин, добиваясь у них выдачи денег, которые им якобы оставил Иост. Сооткин умирает от пыток.
Тиля посещает видение: Христос, Богоматерь и сатана. Тиль спрашивает у Господа, как ему жить дальше — он хочет мстить. Господь отвечает: «Именем Моим казнят и пытают! <…> Посеявший ветер — пожнёт бурю! <…> Открой глаза и иди!» Христос посылает Тиля в мир.

### Действие второе
Тиль и Ламме бродят по Фландрии, помогая её освобождению от испанской тирании. Ламме устал. Он жалуется на судьбу и отказывается идти дальше. Проходит отряд испанцев, которые избивают Тиля и Ламме и досчиста их обирают. Ламме возмущён. Он вновь готов сражаться за свободу.
В доме Катлины Неле, желая узнать, где находится и что делает Тиль, ищет гадательное зелье Катлины. Катлина не разрешает ей им воспользоваться и гадает сама. Она видит, как Тиль и Ламме присутствуют при казни Эгмонта и Горна. За гаданием её застает Рыбник. Он решает, что она ведьма.
Бой гёзов с испанцами. Тиль и Ламме на корабле. Гёзы побеждают.
Процессия инквизиторов. Катлину, как ведьму, ведут на «Божий суд» — подвергнуть испытанию водой. Горожане говорят о том, что она не ведьма. Палач бросает связанную Катлину в воду, и она тонет. Раз она потонула — она не ведьма, и её можно спасать. Катлину вытаскивают из воды. Народ расходится, с ней остаётся Неле. Катлина велит Неле искать Тиля и умирает.
В Амстердаме празднуют победу над испанцами. Горожане танцуют, едят и пьют, среди них Тиль и Ламме. Приводят пленных католических монахов. Гёзы требуют их смерти, Тиль с оружием в руках защищает пленных, ведь Адмирал дал слово, что всех пленных отпустят. Появившийся Адмирал гёзов объявляет Тиля предателем и велит его повесить. Ламме умоляет Адмирала помиловать Тиля и рассказывает о его судьбе и подвигах. Адмирал непреклонен. Когда на Тиля набрасывают петлю, из толпы вырывается Неле и требует освободить его, так как она берёт его в мужья. По существующему обычаю Адмирал вынужден помиловать Тиля.
Тиль зовет всех на свадьбу, но его друзья гёзы разбегаются — кто мародёрствовать, кто громить винные погреба, кто смотреть, как будут вешать монахов. Тиль, Неле и Ламме остаются одни. Из-за сцены слышится песня. Ламме узнает голос своей жены Каалекен. Он находит её, прощается с Тилем и Неле и покидает их навсегда.
Филиппу II снится, что его судят за преступления, совершённые им пред своими народами, и приговаривают к отречению от престола.
Тиль и Неле, после первой брачной ночи, просыпаются в дюнах на берегу моря. Они прощаются с морем и уходят домой, в Дамме.
Тиль и Неле останавливаются во дворе дома Клааса. Дом разрушен, весь двор перекопан. Появляется сошедший с ума Рыбник. Он перекапывает весь двор в поисках денег, якобы спрятанных Клаасом. Рыбник пятится от наступающего на него Тиля, падает в колодец и погибает. Тиль и Неле растеряны: теперь у них нет ничего, даже врага. Желая знать будущее, они выпивают зелье Катлины, засыпают и их посещают апокалиптические видения.
Открытое пространство. Тиль и Неле лежат так же, как они лежали перед гаданием. Неле проснулась, но Тиль мёртв. Она в отчаянии падает на тело Тиля. Неле кладёт его на колени и замирает.
Появляются Тенор, Баритон и Бас, Трио, которые на протяжении всего действа играли роли самых различных персонажей. Теперь они просто люди и никого не изображают. Они берут Тиля из рук Неле и кладут его на землю. Тенор читает заупокойную молитву, Баритон выкапывает могилу. Неожиданно, Бас начинает как бы второе крещение. О чудо! Тиль оживает. Он провозглашает веру в Любовь, Надежду, Жизнь и Свободу. Все пятеро, взявшись за руки, танцуют финальный танец и, танцуя, покидают сцену.